# Velšská kuchyně

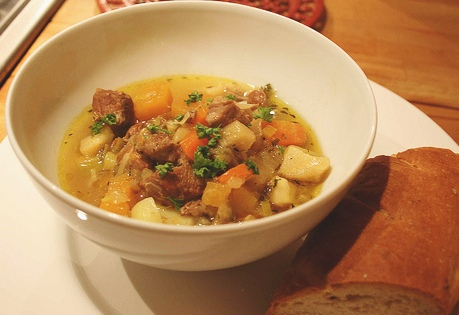
Cawl

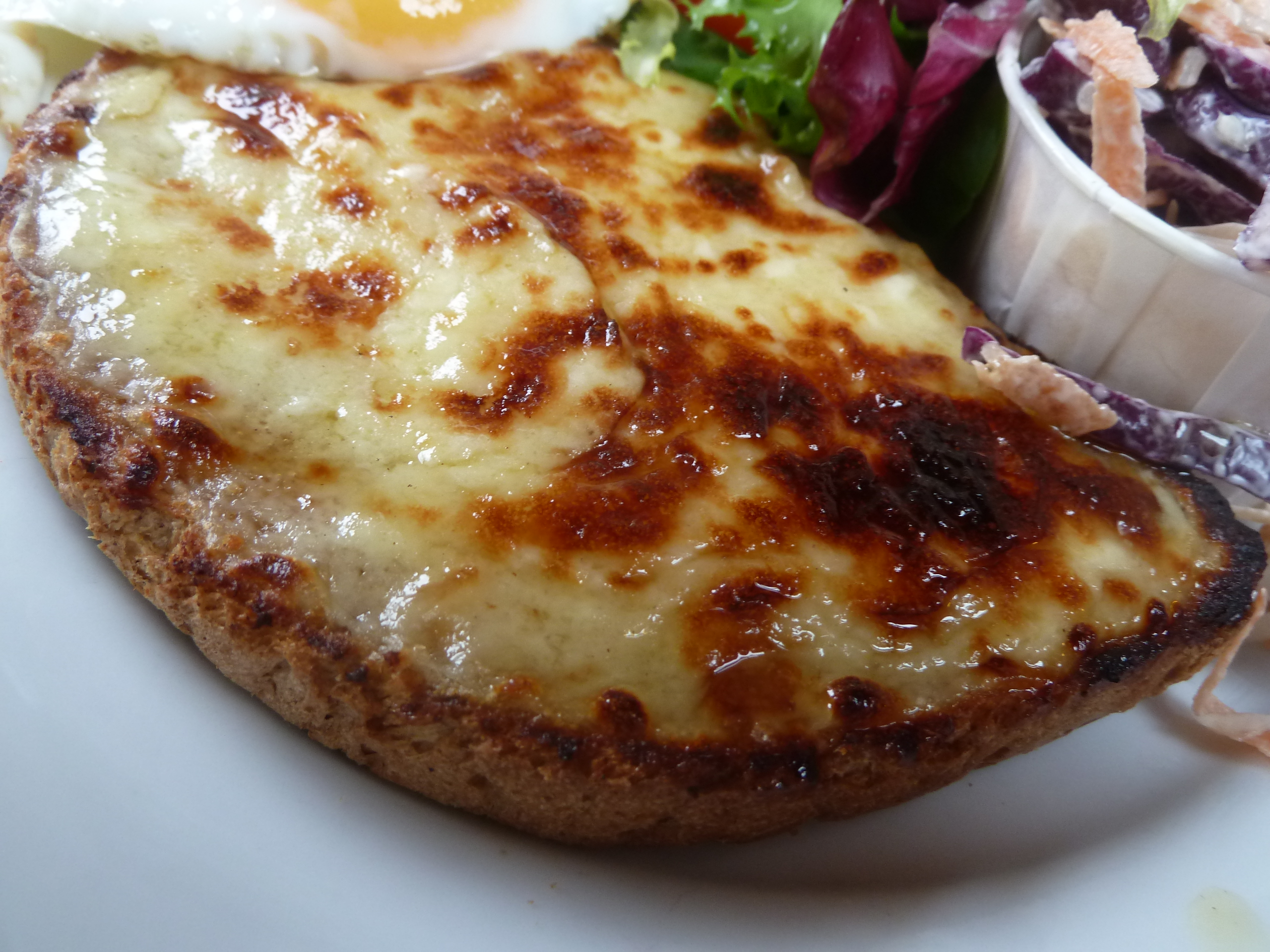
Velšský králík

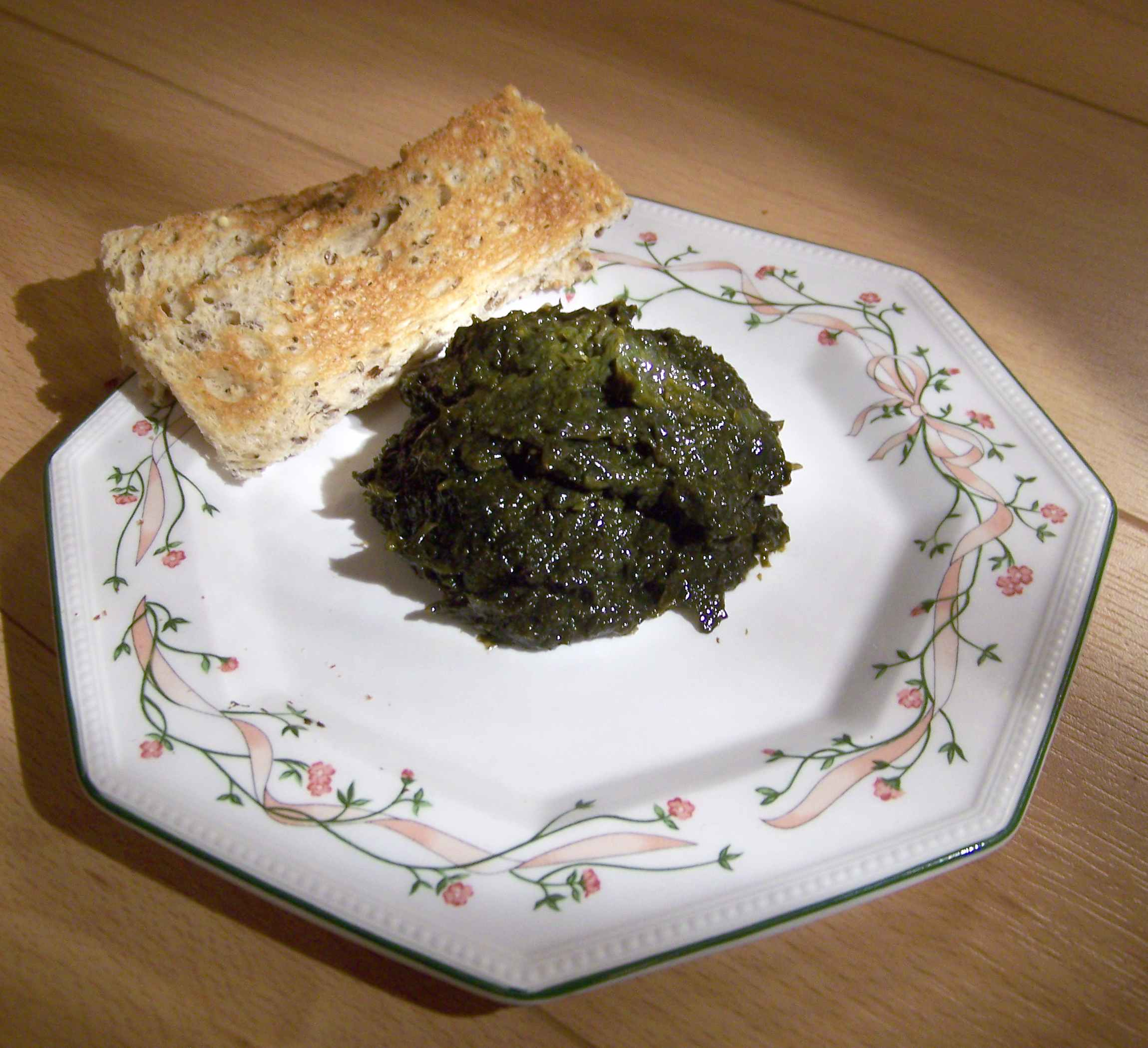
Laverbread

Velšská kuchyně (velšsky: Coginiaeth Cymru, anglicky: Welsh cuisine) je kuchyně typická pro Wales. Vychází z tradic velšských Keltů, byla ovlivněna i anglickou kuchyní. Mezi nejpoužívanější suroviny patří pórek (považovaný za velšskou národní zeleninu), zelí, maso (především skopové), ryby a mořské plody.

## Příklady velšských pokrmů
Příklady velšských pokrmů:
- Cawl, národní jídlo Walesu. Jedná se o polévku z masa, pórku, brambor a zeleniny.
- Velšský králík, zapečený toast se sýrovou omáčkou, také někdy považovaný za národní jídlo.
- Laverbread, chléb z mořských řas
- Welsh cake, sladké pečivo s rozinkami
- Bara brith, sladké pečivo podobné štóle
- Glamorgan sausage, pokrm ze sýra, pórku a strouhanky
- Caerphilly cheese, sýr typický pro město Caerphilly
- Flummery, druh pudinku

## Příklady velšských nápojů
Příklady velšských nápojů:
- Pivo
- Whiskey
- Víno
- Balená voda
- Cider[1]